# Lübecker Rat 1570

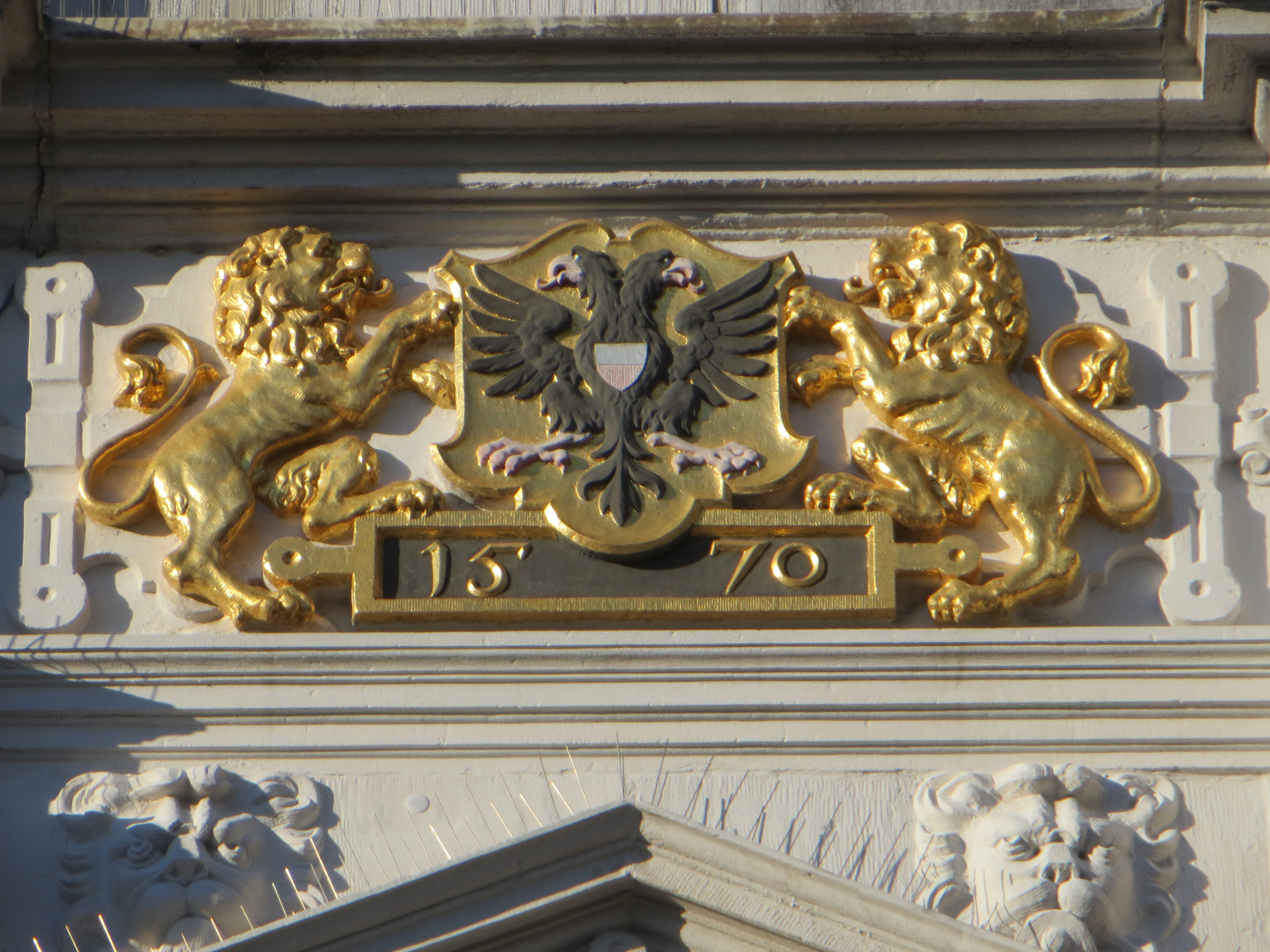

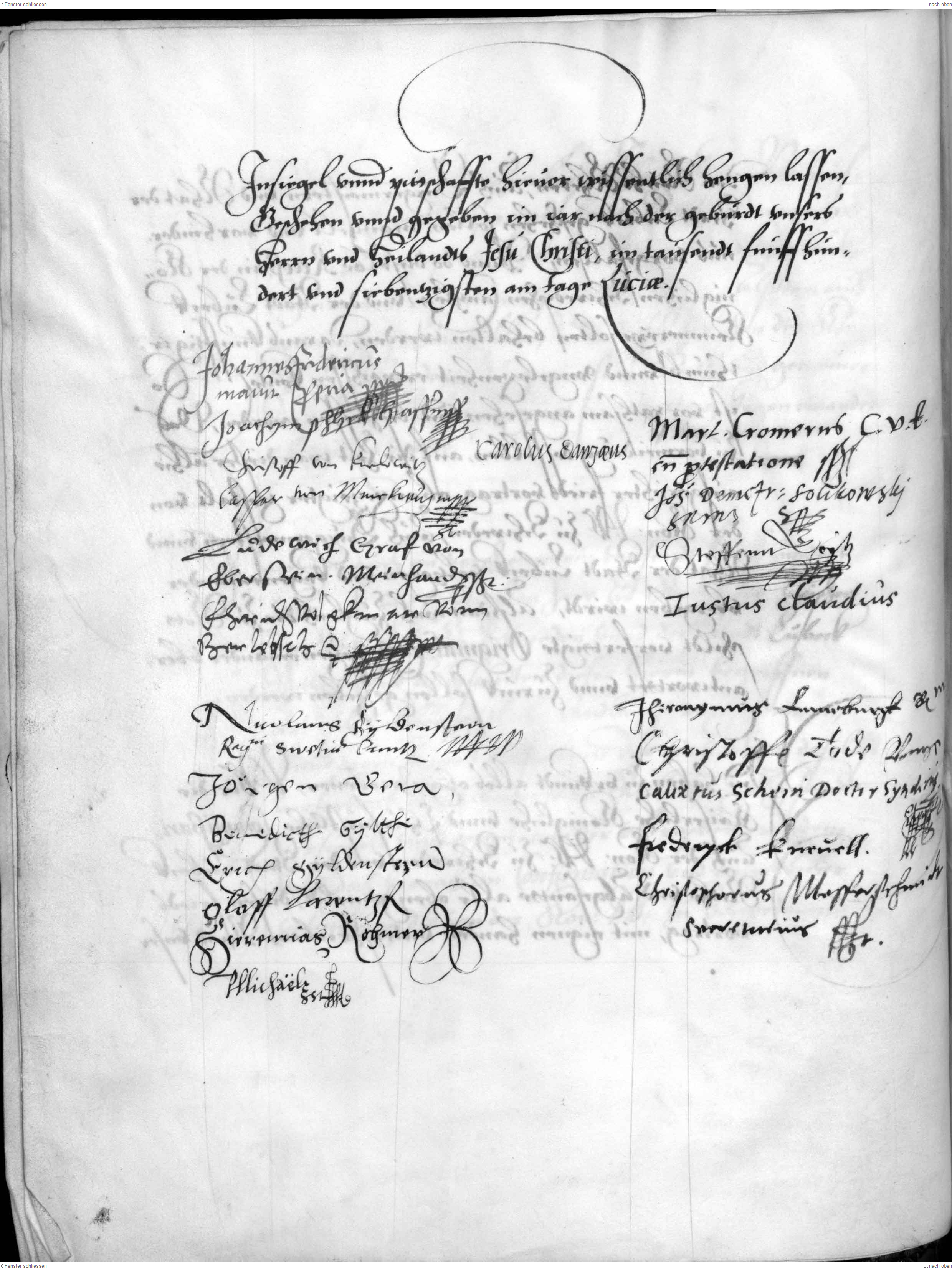
Unterschriftenseite des Friedens von Stettin mit den Unterschriften der Vertreter Lübecks

Der Rat der Hansestadt Lübeck im Jahr 1570, dem letzten Jahr des Dreikronenkrieges. In diesem Jahr wurde mit dem Bau der Renaissancelaube des Lübecker Rathauses begonnen, an der sich die Familienwappen der damaligen Ratsmitglieder befinden. Vorliegende Liste folgt der Lübecker Ratslinie von 1925.

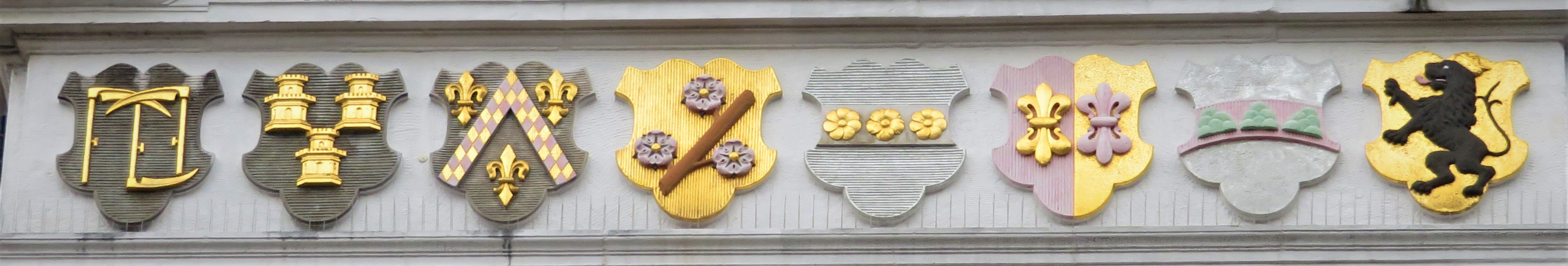
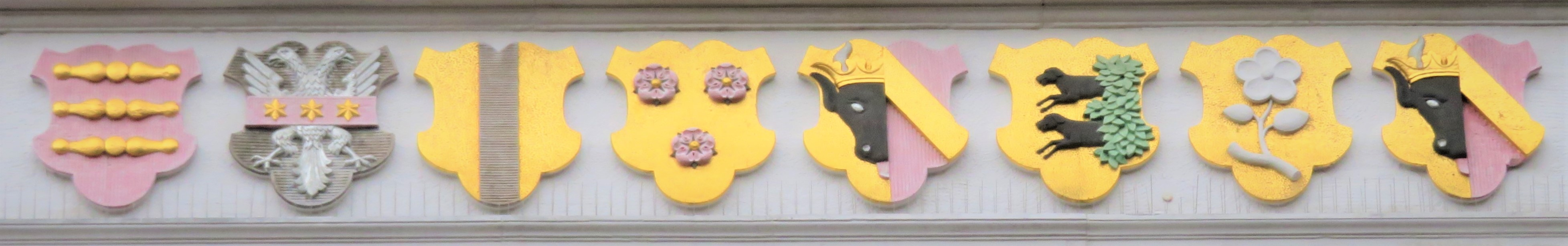
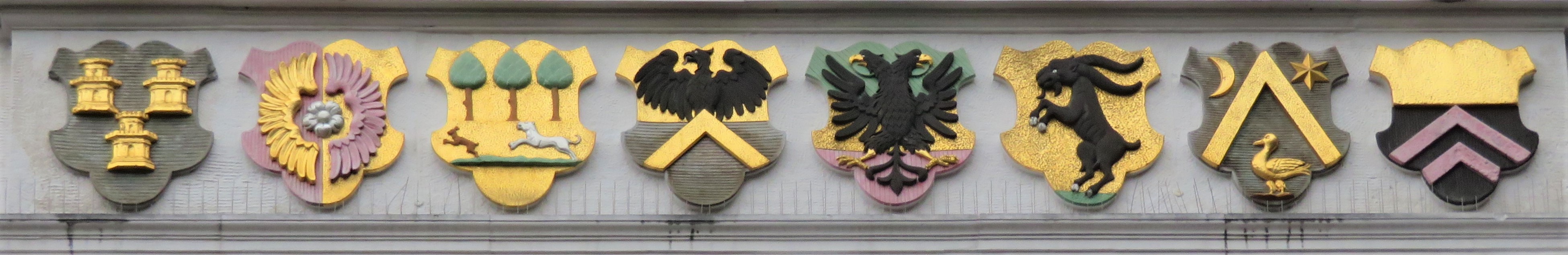

## Bürgermeister
- Ambrosius Meyer, Ratsherr seit 1544, Bürgermeister seit 1551, † 27. April 1571 in Lübeck
- Christoph Tode, Ratsherr seit 1552, Bürgermeister seit 1560, † 24. Mai 1779, begraben in St.  Katharinen
- Anton Lüdinghusen, Ratsherr seit 1552, Bürgermeister seit 1562, † 28. April 1571, beerdigt in St. Petri
- Hieronymus Lüneburg, Ratsherr seit 1558, Bürgermeister seit 1561, † 26. Februar 1580

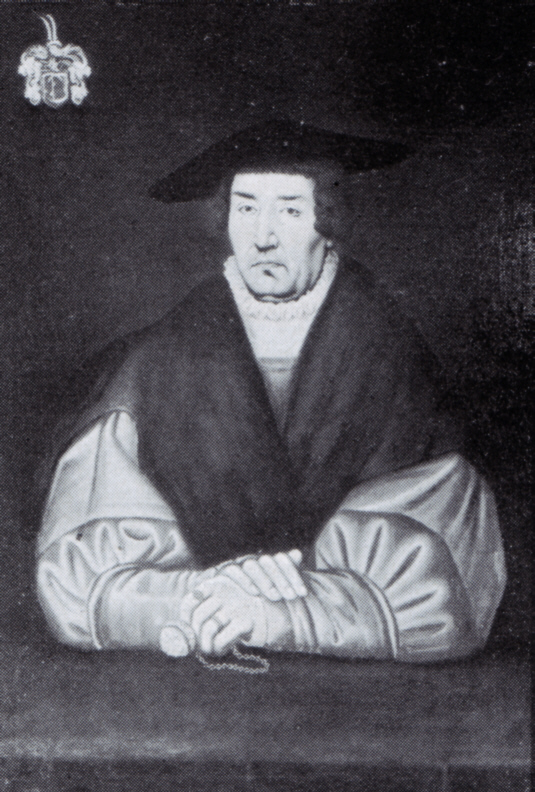
Ambrosius Meyer in der Bürgermeistergalerie im Lübecker Rathaus
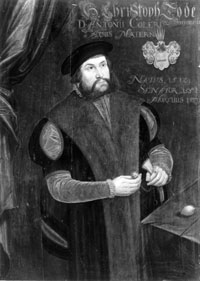
Christoph Tode
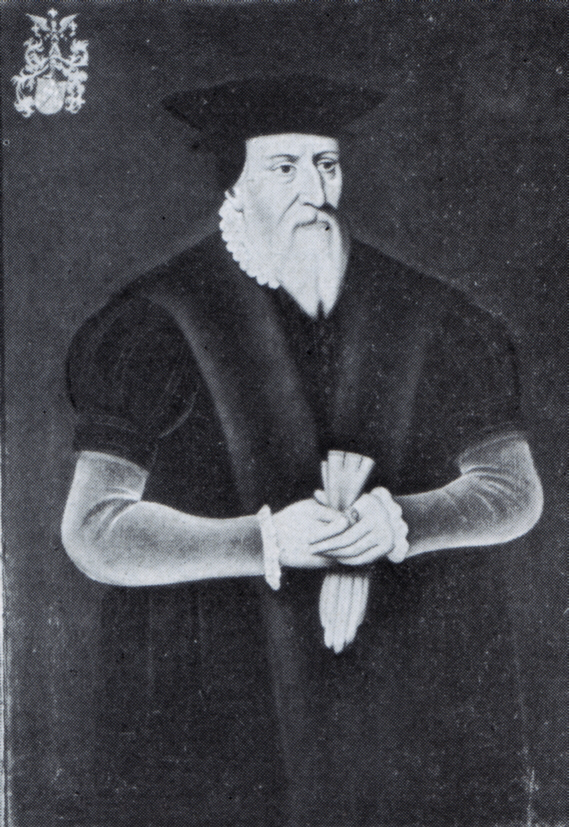
Anton Lüdinghusen

## Syndici
- Hermann von Vechtelde, 1559–1571, ab 1571 Lübecker Bürgermeister, † 22. Dezember 1572, beerdigt in St. Marien
- Calixtus Schein, seit 1565, † 4. November 1600, beerdigt in St. Jakobi

## Ratsherrn
| Name und Lebensdaten                           | Ratslinie Nr. | Eintritt in den Rat | Besonderheiten und Anmerkungen | Abbildung |
| ---------------------------------------------- | ------------- | ------------------- | --- | --------- |
| Benedikt Schlicker († 18. November 1591)       | 665           | 1552                | |           |
| Gotthard IV. von Höveln († 12. Dezember 1571)  | 667           | 1558                | |           |
| Johann Kerkring († 28. September 1595)         | 670           | 1559                | |           |
| Gottschalk Timmermann († 7. Februar 1570)      | 671           | 1559                | |           |
| Friedrich Knebel († 27. November 1574)         | 672           | 1559                | Admiral der Lübecker Flotte im Dreikronenkrieg                                                                                              |           |
| Heinrich Plönnies († 17. Oktober 1580)         | 673           | 1559                | 1572 Lübecker Bürgermeister |           |
| Johann Kampferbeke (Ratsherr) († 29. Mai 1573) | 676           | 1562                | |           |
| Franz von Stiten († 24. August 1590)           | 678           | 1564                | |           |
| Heinrich von Stiten († 4. September 1588)      | 679           | 1564                | |           |
| Johann Brokes († 29. März 1585)                | 680           | 1564                | 1573 Bürgermeister |           |
| Cordt Wolters († 17. März 1591)                | 681           | 1564                | 1566 Unteradmiral der Flotte |           |
| Gottschalk von Stiten († 11. Februar 1588)     | 682           | 1567                | |           |
| Joachim Lüneburg († 16. Oktober 1588)          | 683           | 1567                | 1581 Bürgermeister |           |
| Mattheus Tidemann († 14. Februar 1579)         | 684           | 1567                | Lübecker Hauptmann auf Bornholm und 1576 verantwortlich für die Rückgabe der Insel an Dänemark. Befehlshaber der Lübecker Flotte 1567–1568. |           |
| Heinrich Lindhorst († 15. Februar 1575)        | 685           | 1567                | 1568–1570 Befehlshaber der Lübecker Flotte.                                                                                                 |           |
| Johann von Wickede († 26. Juni 1577)           | 686           | 1570                | Verwalter des Deutschen Ordens in Reval. 1570 auch Befehlshaber der Lübecker Flotte.                                                        |           |
| Dietrich von Broemse († 18. August 1600)       | 687           | 1567                | 1588 Lübecker Bürgermeister |           |
| Jasper Wilde († 11. September 1595)            | 688           | 1570                | Kämmereiherr 1591–1595 |           |
| Hermann von Dorne († 2. April 1594)            | 689           | 1570                | 1579 Bürgermeister |           |

## Ratssekretäre
| Name und Lebensdaten       | Studium            | Bestellung | Besonderheiten und Anmerkungen | Abbildung |
| Christoph Messerschmidt    | Rostock Wittenberg | 1558–1573  | |           |
| Johann Engelstede († 1579) | Rostock Wittenberg | 1562–1578  | 1562 Ratssekretär, ab 1574 Protonotar. 1578 Lübecker Ratsherr. Verstorben auf einer Gesandtschaftsreise zum Hansekontor in Antwerpen. |           |
| Jacobus von der Ahe        | Leipzig Wittenberg | 1564–1570  | |           |
| Nikolaus Popping           | Wittenberg Rostock | 1565–1583  | |           |